# 浦添極樂陵
26°14′51.1″N 127°43′54.2″E / 26.247528°N 127.731722°E
浦添極樂陵（琉球語：／ ）是琉球國的王家陵園，位於沖繩縣浦添市。「浦添極樂陵」是這座陵墓在《中山世譜》中的稱呼，其琉球語名字為「浦添ユードゥリ」，其中「ユードゥリ」是「傍晚海面風平浪靜」的意思。

## 历史
浦添極樂陵建於浦添城東北的一座懸崖中部，坐南朝北，陵墓中葬有四位琉球國王。墓室分為兩部分，西室為英祖王陵，東室（左側）為尚寧王陵。
西室建於英祖王朝時期，為英祖所建立。英祖死後葬於西室，其後兩位繼任者大成和英慈也被埋葬於西室。英祖祖孫三人的石廚子（石棺）全部使用中國產的閃長岩製成，不過，英祖三人下葬的時候使用的是漆塗板厨子（木製厨子）；直到第一尚氏王朝時期，才將木製廚子改成石製廚子。西室裡還安置著觀世音菩薩和地藏王菩薩的雕像。
東室建立於第二尚氏王朝時期。尚寧王即位後，修葺了極樂陵的西室，並建造了東室，將祖父尚弘業（浦添王子朝喬）、父親尚懿（與那城王子朝賢）遷葬於此。尚寧王在極樂陵前豎立名為「ようとれのひのもん」（極樂山之碑文）的石碑，以漢語和日本語誌其事。尚寧王死後，也被埋葬於東室。東室的三個石廚子分別使用閃長岩、砂岩和石灰岩製作。